# 聖セバスティアヌス (エル・グレコ、プラド美術館)
『聖セバスティアヌス』（せいセバスティアヌス、西: San Sebastián、英: Saint Sebastian)は、ギリシャ・クレタ島出身のマニエリスム期スペインの巨匠エル・グレコが1610-1614年にキャンバス上に油彩で制作した絵画で、画家が描いた3点の聖セバスティアヌス像の最後のものである。この絵画は2つの大きな断片からなり、どちらもマドリードのプラド美術館に所蔵されている。上部は1959年にモラ・イ・アラゴン伯爵夫人に寄贈され、下部は1987年に購入された。

## 主題
ヤコブス・デ・ウォラギネの『黄金伝説』によれば、聖セバスティアヌスは3世紀末にナルボンヌに生まれ、その後ミラノで徴兵された。洗礼を受けた彼は、牢獄のキリスト教徒を兵士の権限でひそかに逃す。この件が知られるところとなり、ディオクレティアヌス帝は木に縛り付けた彼を弓矢で射させたが、ローマのイレーネという未亡人の介抱により回復した。ふたたび皇帝の前で道理を説いたセバスティアヌスは最終的に棍棒で撲殺され、殉教した。

## 作品
この主題は、男性の裸体像を劇的に描く機会を与えたため画家たちに人気のあるものであった。本作は、エル・グレコ晩年の裸体像の優れた作例である。画家は世界をそのまま模倣するのではなく、知的で人工的な世界を再構成している。その目的は彼の想像力による場面を創造することで、鑑賞者の日常の視覚的経験には関心を抱いていない。

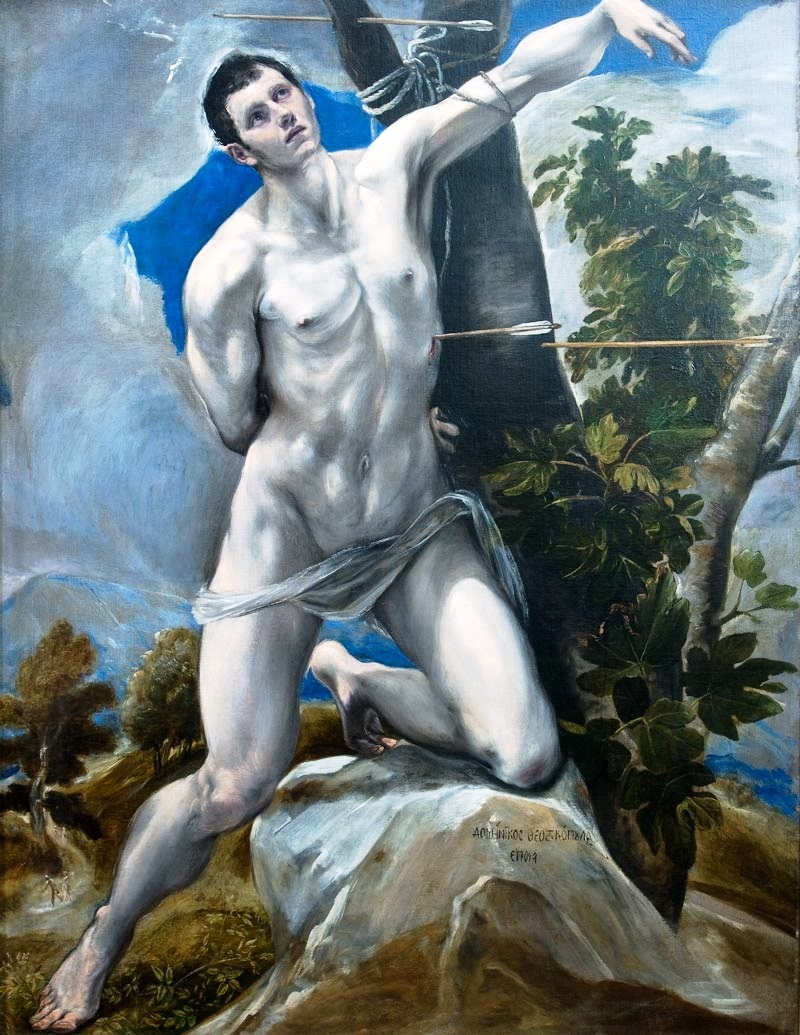
エル・グレコ 『聖セバスティアヌス』(1576-1579年)、パレンシア大聖堂、パレンシア

聖セバスティアヌスの人物像、とりわけ首は劇的な効果を得るために長く引き伸ばされている。四肢や筋肉は普通のプロポーションを配慮することなく、互いにつながっている。聖人の左足はつま先立ちをしており、脈動するような身体は炎のごとく天に上昇しているように見える。これが殉教者の内面的経験、すなわち魂が身体を離れ、上昇することを希求する状態を表現する画家の手法なのである。
聖セバスティアヌスはあたかも運命を受容するかのように穏やかな表情をして天の方を向いているが、これは死を迎えるに際してのカトリックの教義と一致している。情景の光は、この静かなドラマを演出している。右側の背景に描かれているトレドの町の景観が不吉な嵐の暗さに覆われている一方で、聖人の身体は超自然的な輝きに包まれている。彼の背後の雲によって、一種の光輪が形成されているが、この雲は興味深い曖昧さを持ち、自然界のものなのか超自然的なものなのかは判然としない。
なお、背景のトレドの町は、聖セバスティアヌスには関連性がない。おそらく、本作の依頼者の要請で、あるいは聖人と町の間に人工的な関連性を生み出すために描かれたのであろう。